# Beskides
Les muntanyes Beskides (en polonès: Beskidy; en txec i eslovac: Beskydy; ucraïnès: Бескиди ) és el nom tradicionalment atribuït a una successió de massissos muntanyosos dels Carpats (l'arc exterior dels Carpats occidentals i dels Carpats orientals) estenent-se del nord-est de la República txeca, al llarg de la frontera entre Polònia i l'Eslovàquia fins a l'oest d'Ucraïna.
El nom Beskid / Beskidy, deriva del baix alemany mitjà: beshêt, beskēt, « repartiment », entès en el sentit del límit secular entre els regnes de Polònia i d'Hongria des de l'Edat mitjana.

## Geografia

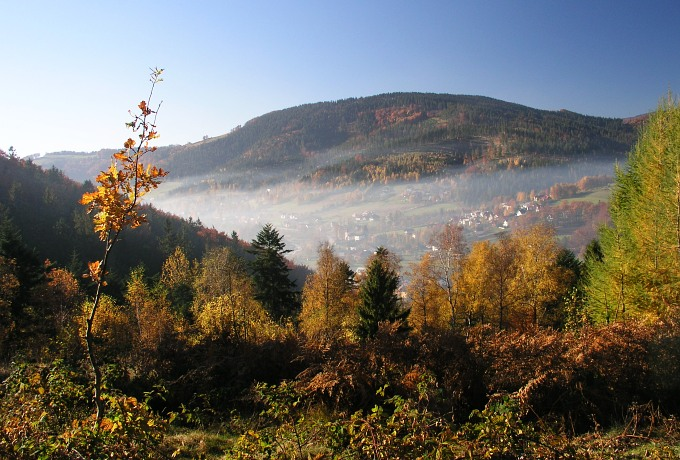
Les Beskides de Silèsia a prop de Cieszyn a Polònia.

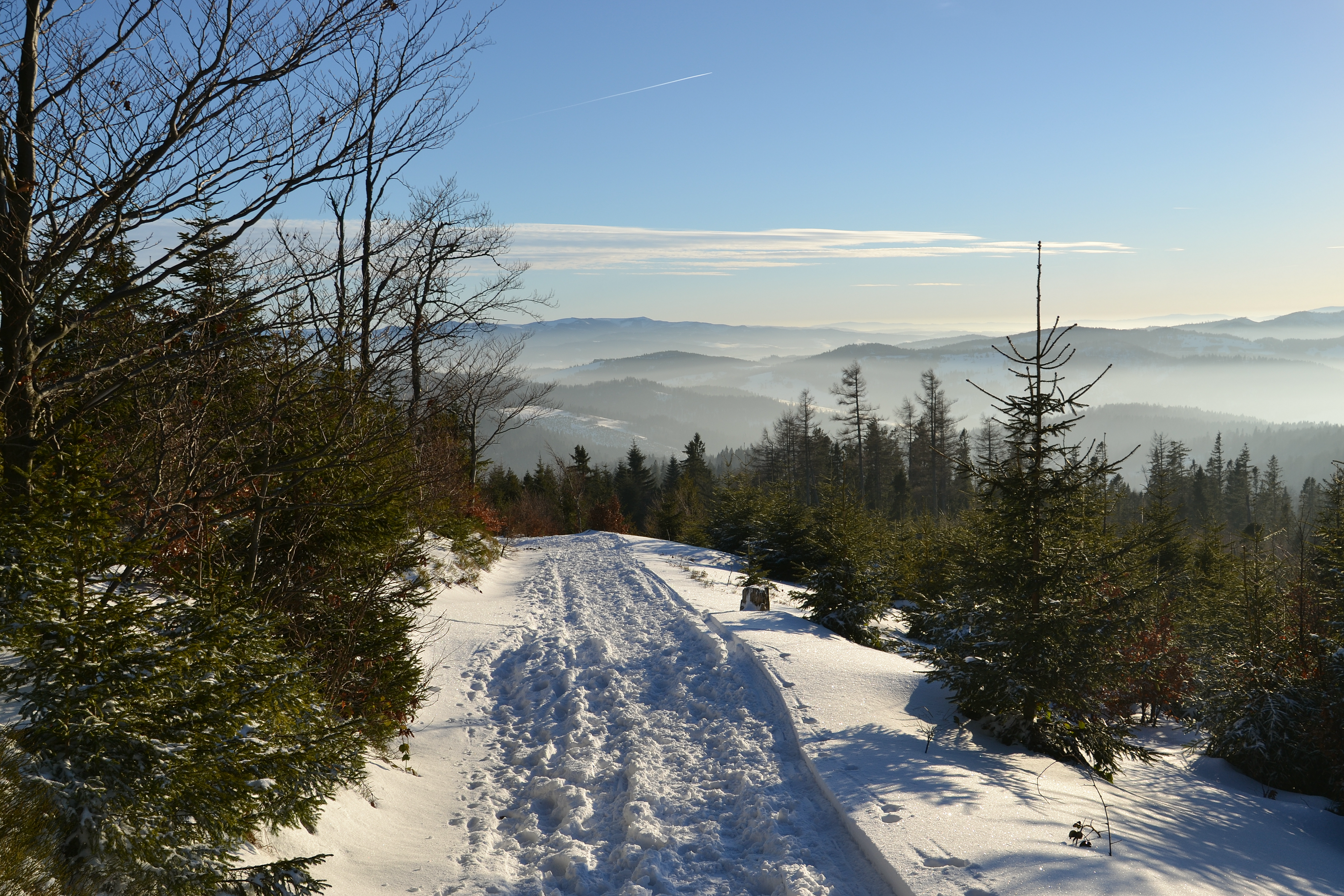
Les Beskides de Sącz, Polònia.

L'arc de les Beskides és aproximativament de 600 km de longitud per 50-70 d'ample. S'estén del sud-est de la regió de Silèsia i del nord-oest de la regió de Moràvia en la direcció oest-és cap a Ucraïna passant pel nord de les muntanyes dels Tatras i dels Pienins.
Els límits occidentals xoquen amb les Beskides moravo-silesianes i la porta de Moravia que els separa dels Sudets a l'oest. La definició de la frontera oriental de les Beskides és flonja: les fonts més antigues fan referència a les fonts del riu Tisza, les més recents posen la frontera oriental de les Beskides al coll d'Uzhok a prop de la frontera poloneso-ucraïniana. El punt culminant del massís depèn d'aquesta definició, la cimera més alta de la seva part occidental és el Babia Góra (Babia hora en eslovac) a la frontera poloneso-eslovaca.
La cresta de la muntanya és de vegades una línia de repartiment de les aigües que separen la conca hidrogràfica de l'Òder i del Vístula al nord de la del Danubi al sud; representa així una part de la línia de repartiment de les aigües mar Bàltica – mar Negra.
Les Beskides són riques en boscos i minerals de carbó. Van ser antany riques en minerals de ferro, i importants fàbriques hi van veure el dia a Ostrava i Trinec. Hi ha moltes atraccions turístiques, com ara esglésies d'època de fusta i estacions d'esquí.

## Subdivisions

Les subdivisions dels Carpats occidentals exteriors

Les subdivisions dels Carpats orientals

Segons la concepció actual, la major part de les Beskides formen part dels Carpats occidentals exteriors. Només les baixes Beskides (Nízke Beskydy en eslovac, Beskid Niski en polonès) i els monts Bieszczady a l'est formen part dels Carpats orientals. Segons la classificació dels Carpats en el sentit orogràfic i geomorfològic es distingeix :
- Carpats occidentals 
  - Beskides occidentals (en txec : Západní Beskydy, en eslovac : Západné Beskydy, en polonès : Beskidy Zachodnie);
  - Beskides centrals (en eslovac : Stredné Beskydy);
  - Beskides orientals (en eslovac : Východné Beskydy).

Totes aquestes muntanyes són de vegades considerades com formant part de les Beskides occidentals en un sentit ampli.
- Carpats orientals :
  - Baixes Beskides (en polonès : Beskid Niski, en eslovac : Nízke Beskydy), de vegades anomenades Beskides orientals;
  - Bieszczady fins al coll d'Uzhok.

Segons la interpretació tradicional, les Beskides orientals a Ucraïna comprenen també les Beskides de Skole així com els massissos de Gorgany, Svydovets i Tchornohora (el punt culminant del qual és el mont Hoverla a 2.061 m) a l'est.

Al voltant de la muntanya de Barania Góra
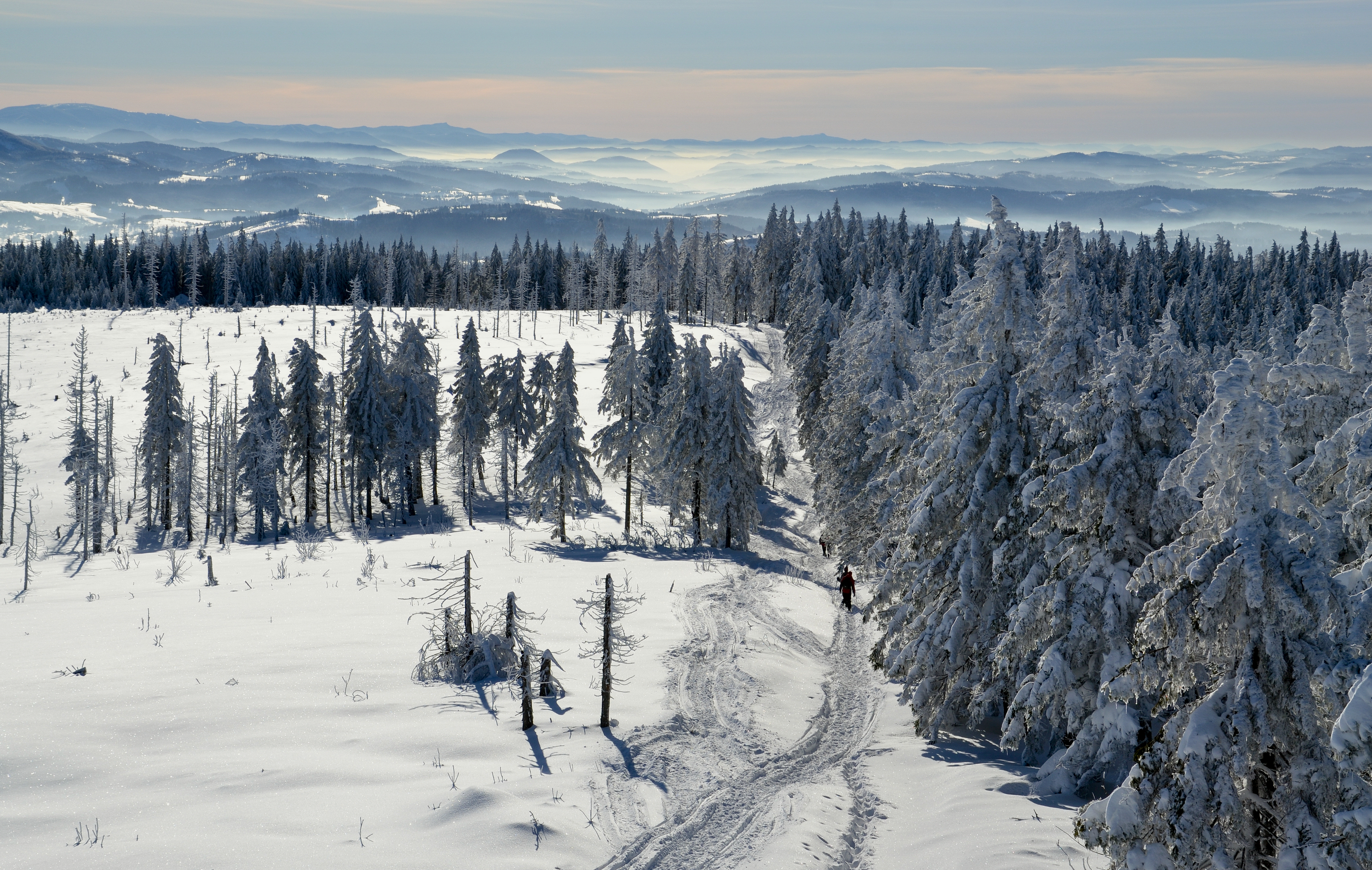
Des de Barania Góra, a les Beskides, Silèsia, Polònia
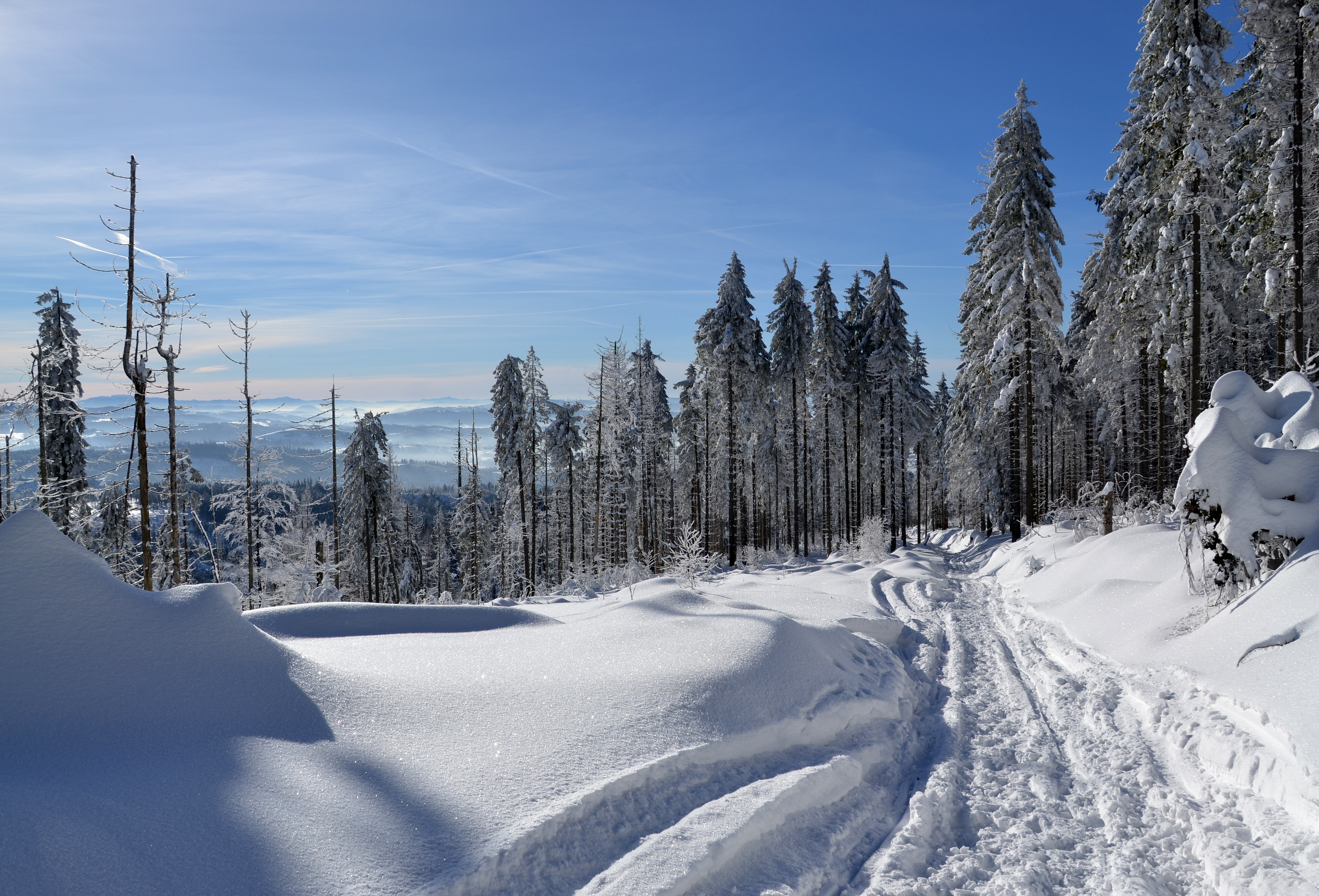
Un camí a l'hivern a les Beskides de Silèsia, a prop de la muntanya de Barania Góra.
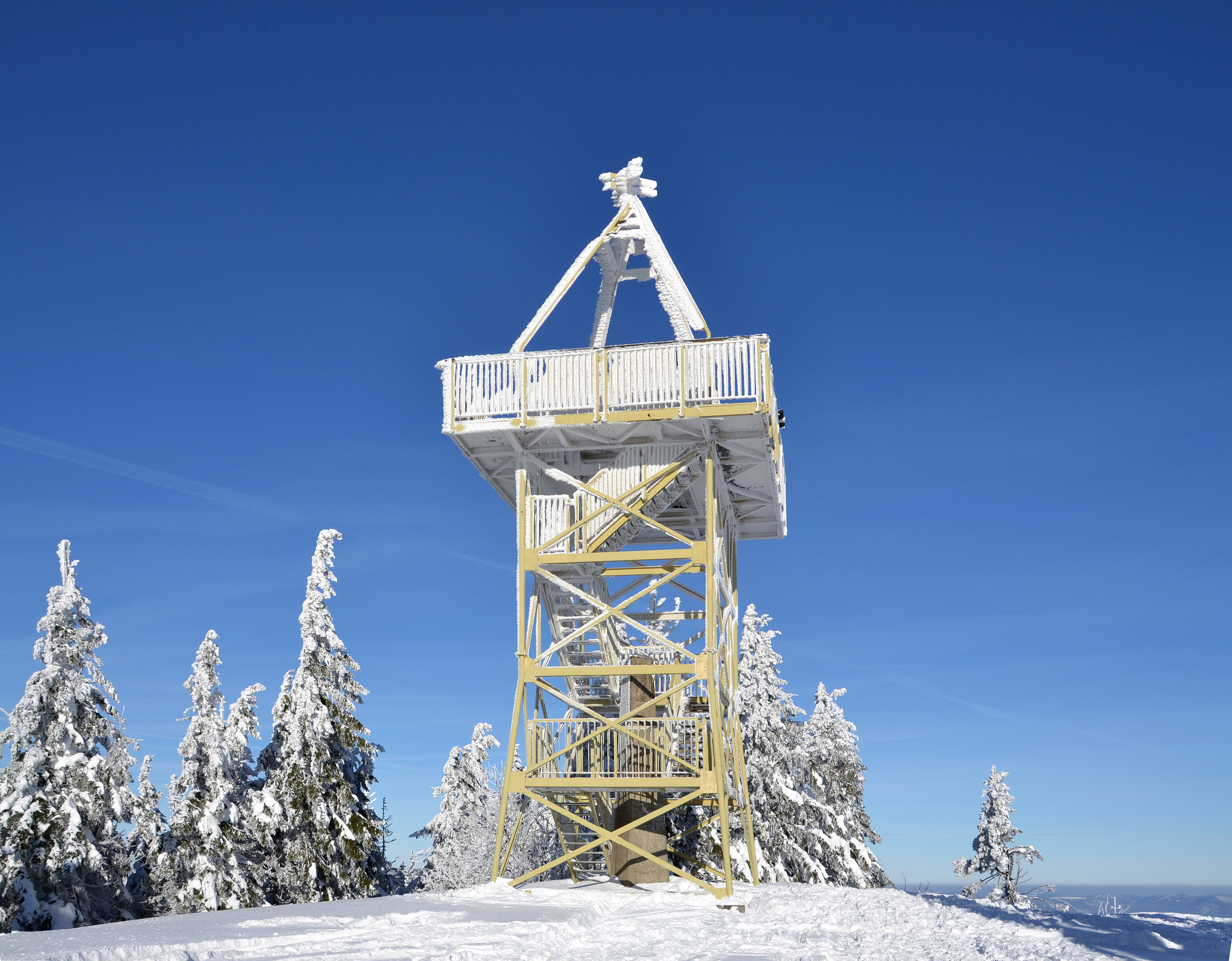
Punt d'observació a Barania Góra